# 蔡咏彬
蔡咏彬（1994年9月30日—），出生于马来西亚柔佛，是一位女演员与广告模特儿。2015年，参选马来西亚世界小姐选美比赛荣获亚军而出道。她也是2020马来西亚环球小姐选美比赛季军得主。2015年，参演本地电视剧《如何说再见之爱情跑道》正式进军演艺界，这是她的首部电视剧作品。拥有精致脸蛋与高挑身材的蔡咏彬（Serene Claire）曾出演由香港女演员郑希怡主演的动作题材电影《霹雳霸王花》。

## 简介

### 事業發展
蔡咏彬以选美出道，在选美界与广告圈内小有名气。她随母亲从柔佛移居到吉隆坡生活，中学毕业以后，便积极参加多项选美比赛。因选美赛获到大众的瞩目，广告商陆陆续续开始邀约她参于，并成为平面和电视广告的专职模特儿，拍下数十部食物、健身与电讯品牌广告。
在影视方面，她于2015年获得机会出演电视剧《如何说再见之爱情跑道》。在这数年间, 她频频参与影视演出，包括于马来西亚连续剧《我的男友不是人》、《重案狙击II》、新加坡连续剧《剃头刀-阿签传奇》、中国爱奇艺连续剧《灵魂摆渡-南洋传说》。
2018年，主演由马来西亚导演黄志强执导的《初恋凌晨一点半》。同年，她也参演由香港女演员郑希怡主演的动作题材电影《霹雳霸王花》，饰演马来西亚女警花Tina。2022年，参演由香港导演钟少雄执导，卢靖姗与余文乐主演的《中国兵王- 绝密任务》。

## 影视作品

### 电影
| 上映年份 | 片名               | 角色  | 导演   | 合作演员                         | 備註 |
| 2018     | 初恋凌晨一点半     |       | 黄志强 |                                  |      |
| 2019     | 霹雳霸王花         | Tina  | 刘宝贤 | 郑希怡、于利、张琳悦、狄妃、邱辉 |      |
| 2022     | Five               | Yammi | 邓东明 |                                  |      |
| 2022     | 中国兵王之绝密任务 | Lisa  | 钟少雄 | 卢靖姗、余文乐                   |      |

### 电视剧
| 首播年份 | 劇名                 | 角色   | 性質 | 主要演员                                       | 播放平台    |
| 2015     | 如何说再见之爱情跑道 |        | 配角 | 张惠虹、庄惟翔                                 | NTV7        |
| 2015     | 我的男友不是人       | Monica | 配角 | 苏盈之、叶朝明、吴维彬、张嘉汶                 | NTV7        |
| 2016     | 重案狙击II           | 文永欣 | 配角 | 黄启铭、王淑君、吴俐璇、曾玟伟、张咏华、陈俐杏 | NTV7        |
| 2020     | 剃头刀-阿签传奇      |        | 客串 | 高艺、范文芳、陈传之、沈炜竣、陈邦鋆           | 新传媒5频道 |
| 2021     | 灵魂摆渡·南洋传说    |        | 客串 | 王冠逸、戚玉武、金凯德                         | 爱奇艺国际  |

### 电视节目
- 2017：贵州卫视恋爱告白真人秀《非常完美》 [2]

### 廣告
- McDonalds Malaysia (So Hot Bro)
- McDonalds Malaysia (Will You Marry Me)
- Alibaba Malaysia (Taobao)
- Durex Singapore
- Red Bus
- Nescafe
- Inner Circle (Renewal Of Hope: New Cycle, New Traditional)
- I-Shop at Changi
- GL Mobile App
- Setia Express Advance Loan (S.E.A.L)
- Thai Odyssey

## 主要獎項

### 选美類
| 年份 | 授獎名稱             | 獎項 | 結果 |
| 2015 | 马来西亚世界小姐竞选 | 亚军 | 獲獎 |
| 2020 | 马来西亚环球小姐竞选 | 季军 | 獲獎 |

## 外部連結
- Serene Claire 蔡咏彬的Facebook專頁
- Serene Claire 蔡咏彬的Instagram帳戶
- 大马美姐迪拜不幸染疫 （页面存档备份，存于）
- 大马美姐空诉本地知名Youtuber （页面存档备份，存于）